# Bisauri
Bisauri är en by i Indien. Den är belägen i delstaten Uttar Pradesh, i den centrala delen av landet, 827 km sydost om huvudstaden New Delhi.